# Deltainsel
Die Deltainsel (englisch Delta Island, in Argentinien Isla Hermelo) ist eine 800 m lange Insel im Palmer-Archipel westlich der Antarktischen Halbinsel. Sie liegt in der Gruppe der Melchior-Inseln südöstlich der Lambdainsel und östlich der Alphainsel.
Wissenschaftler der britischen Discovery Investigations kartierten sie im Jahr 1927 und benannten sie in Verbindung mit der Benennung der übrigen Inseln der Gruppe nach dem griechischen Buchstaben Delta. Die Deltainsel wurde im Rahmen argentinischer Expeditionen in den Jahren 1942, 1943 und 1948 vermessen. Namensgeber der argentinischen Benennung ist Ricardo J. Hermelo, der stellvertretende Kommandant der Korvette Uruguay bei der Rettung der Nordenskjöld-Expedition im Jahr 1903 und spätere Kapitän des Schiffs.